# Бьери, Петер (политик)
Петер Бьери (нем. Peter Bieri; род. 21 июня 1952, Винтертур) — швейцарский политический и государственный деятель, член (1995—2015) и президент (2006—2007) Совета кантонов.

## Биография
Родился 21 июня 1952 года в Винтертуре, кантон Цюрих, Швейцария.
Учился в Швейцарской высшей технической школе Цюриха, где в 1978 году получил диплом инженера-агронома. Спустя четыре года он защитил докторскую диссертацию.
С 1982 по 2009 год он работал преподавателем агрономии в Хаме. 23 января 1995 года он был избран членом Совета кантонов Швейцарии от Цуга в качестве члена «Христианско-демократической народной партии Швейцарии», сохраняя свой пост до 29 ноября 2015 года. В годы службы в Совете кантонов он входил в состав комитетов по управлению, науке, образованию, культуре, транспорту и телекоммуникациям. Кроме того, с 4 декабря 2006 по 3 декабря 2007 года он занимал должность президента Совета кантонов Швейцарии.